# ویلیام هندریکس
ویلیام هندریکس (به انگلیسی: William Hendricks) سناتور سابق عضو حزب ملی جمهوری‌خواه بود. وی در سال ۱۸۲۵ تا ۱۸۳۷ میلادی سناتور ایالت ایندیانا در سنای ایالات متحده آمریکا بود.